# Nooxobeia gracilis
Nooxobeia gracilis (лат.) — вид вымерших земноводных из семейства диссорофид, единственный в роде Nooxobeia. Жил во времена ранней перми. Остатки животного были найдены в штате Оклахома, США. С индейского языка арапахо слово nooxobe переводится как «лягушка».

## История изучения
В 1972 году Олсон обнаружил полный образец диссорофида UCLA VP 3066 в формации Чикаша (англ. Chickasha formation) и отнёс его к роду Fayella. Однако в 2018 году палеонтологи Ги, Скотт и Рейш объявили Fayella nomen dubium, а образец UCLA VP 3066 выделили в новые вид Nooxobeia gracilis и род Nooxobeia, объявив голотипом первого.